# Michel Santi
 (janvier 2022).
 (novembre 2020).
Si vous disposez d'ouvrages ou d'articles de référence ou si vous connaissez des sites web de qualité traitant du thème abordé ici, merci de compléter l'article en donnant les références utiles à sa vérifiabilité et en les liant à la section « Notes et références ».
Michel Santi est un ancien financier franco-suisse. Il conseille depuis 2005 plusieurs banques centrales et est l'auteur de plusieurs ouvrages.     
Banquier iconoclaste, il a pris des positionnements à contre-courant, en créant une société indépendante de gestion à Genève en 1993, en critiquant les excès de la finance tout en prônant une politique intensive de création monétaire et pour un interventionnisme accru de l'État avant la crise économique mondiale de 2008. 
Ancien membre du World Economic Forum et de l'IFRI, Michel Santi est un membre fondateur de l'O.N.G. « Finance Watch »,.

## Parcours

### Jeunesse
Né à Beyrouth en 1963 de Paul Santi, diplomate français issu d'une famille de Français d’Égypte, et de Nadia Rizk, issue d'une des grandes familles chrétiennes orthodoxes du Liban, Michel Santi est français de naissance et naturalisé suisse en 1997. Il fait ses études au Collège des Pères Jésuites Notre-Dame de Jamhour au Liban jusqu'au déclenchement de la guerre civile en 1975.  
Michel Santi est diplômé d'HEC Paris et a créé la filière "Entreprendre" MBA HEC[Quand ?].  
Il est titulaire d'un Master 2 en droit économique (juriste de banque et finance) de l'Université de Nice.  

### Débuts dans la finance
Michel Santi découvre en 1987 le trading sur les marchés financiers et travaille successivement pour Indosuez, la Royal Bank of Canada, la Discount Bank et la United Overseas Bank, jusqu'à devenir chef de salle de marchés en 1991.  
Il co-fonde en 1993 sa première société de gestion de fortune indépendante à Genève et développe ses activités jusqu'en 2005 : il crée ainsi trois hedge funds (fonds spéculatifs), dont le plus important fonds spéculatif sur les Changes au monde à l'époque.   
Il devient en même temps conférencier international et chroniqueur dans la presse suisse et française.  

### Après la finance
En 2006, Michel Santi quitte le monde de la finance pour devenir conseiller de différentes banques centrales de pays émergents et fonds souverains. Dès 2007, il tient son blog régulièrement alimenté par ses chroniques.
Il écrit depuis 2013  une chronique macro-économique hebdomadaire dans La Tribune en France, dans La Tribune de Genève en Suisse et dans l'Orient Le Jour  au Liban.
Dès 2014 Michel Santi publie de très nombreux articles économiques dans l'hébdomadaire Marianne
.
En 2016, il lance à Genève la société Art Trading et Finance  qui conseille des collectionneurs d'art.
En 2017, il est candidat à l'Académie française pour la succession au fauteuil de René Girard ,, il est battu par Michel Zink. 
En octobre 2018, les éditions Antoine publient son premier ouvrage autobiographique Fauteuil 37, préfacé par Edgar Morin, qui relate cette candidature.

## Publications
- Misère et opulence, décembre 2014, L’Harmattan [16], préfacé par Romaric Godin [17]  (ISBN 2343053324)
- Splendeurs et misères du libéralisme[1],[18], novembre 2012, L’Harmattan - avant-propos de Patrick Artus  (ISBN 2296992323)
- L’Europe : chroniques d’un fiasco économique et politique[18], octobre 2013, L’Harmattan ; avant-propos de Christine Kerdellant  (ISBN 2343017654)
- Capitalism without a conscience[18], 2013, Peter Lang  (ISBN 978-2875740724)
- Pour un capitalisme entre adultes consentants [19], préfacé par Philippe Bilger, novembre 2016  (ISBN 978-2-37480-807-9)
- Fauteuil 37, octobre 2018, Éditions Antoine, avant-propos d'Edgar Morin  (ISBN 9789953736723)
- Le testament d'un économiste désabusé, mars 2020, Éditions Les 3 Colonnes[19], préface d'Alain Grandjean, postface de Jean-Paul Betbèze  (ISBN 9782374808079)

BNS: Rien ne va plus, Favre éditions Lausanne : https://www.editionsfavre.com/livres/bns-rien-ne-va-plus/
Géopolitique des crises économiques, éditions Le Manuscrit, à venir à l'automne 2024